# Bukit Melintang (Bangkinang Barat)
Bukit Melintang is een bestuurslaag in het regentschap Kampar van de provincie Riau, Indonesië. Bukit Melintang telt 807 inwoners (volkstelling 2010).